# Classificazione dei mammiferi

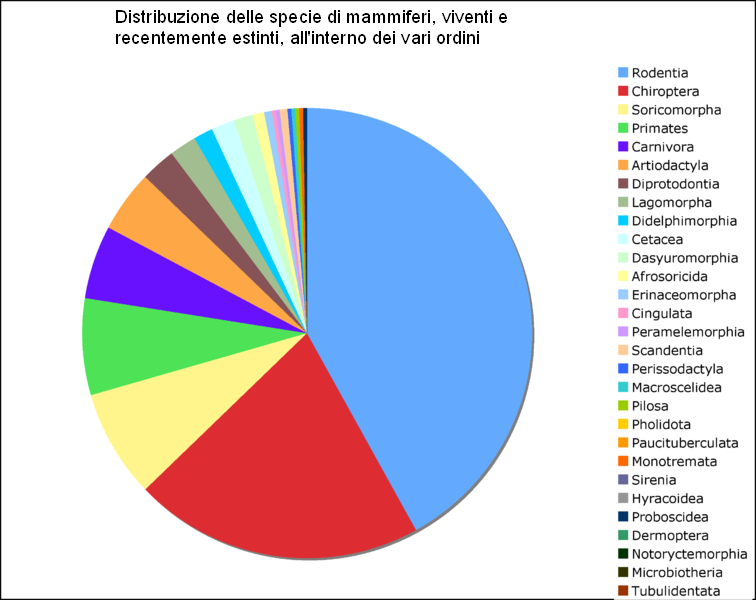
Il grafico è basato sulla classificazione di Wilson e Reeder del 2005; 5416 specie totali. Da esso si nota che oltre il 70% delle specie sono rappresentate dagli ordini Rodentia (blu), Chiroptera (rosso) e Soricomorpha (giallo).

La seguente classificazione viene adottata su it.wiki per i taxa viventi ed inclusi nella classe Mammalia. Per approfondire il tema consulta la voce principale; per le forme estinte ed i taxa inferiori alle famiglie accedi alle voci più specifiche tramite il nome scientifico. Il nome comune, quando è collegato, permette di raggiungere la rispettiva categoria.
Nota: a causa delle possibili discordanze tra le varie classificazioni esistenti e per le continue nuove scoperte nel campo della biologia molecolare, il numero dei generi e delle specie all'interno delle famiglie è da considerarsi puramente indicativo.

## Sottoclasse Prototheria - Prototerii

### Ordine Monotremata - Monotremi
- Famiglia Ornithorhynchidae - Ornitorinchidi (1 genere, 1 specie)
- Famiglia Tachyglossidae - Tachiglossidi (2 generi, 4 specie)

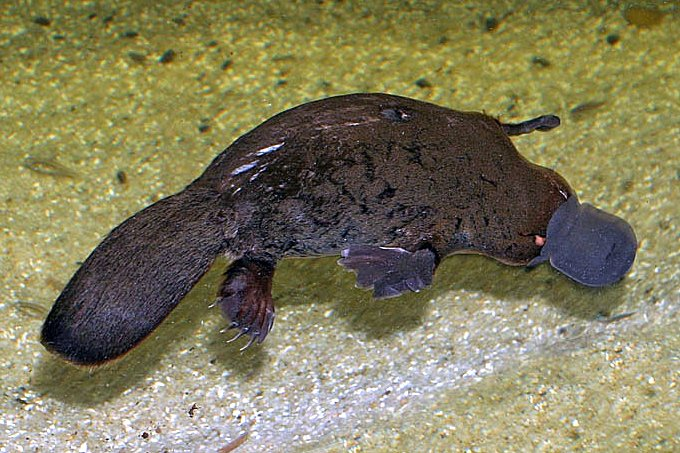
Ornitorinco (Ornithorhynchus anatinus)
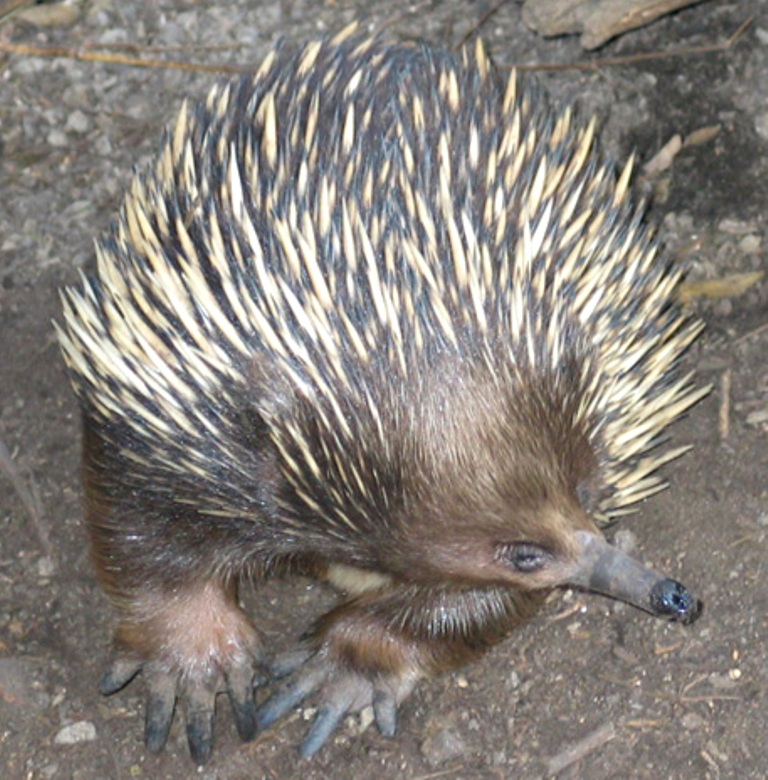
Echidna istrice (Tachyglossus aculeatus)
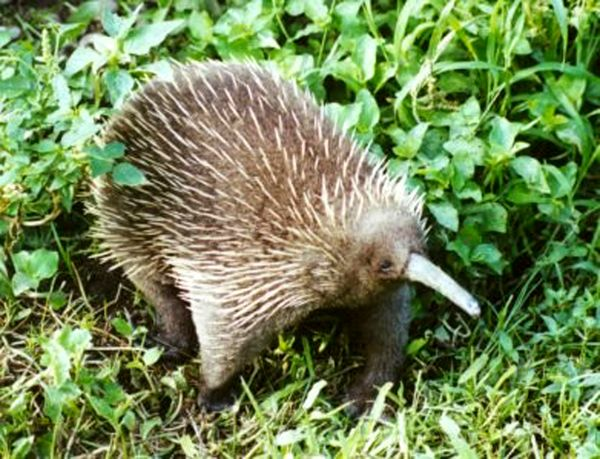
Echidna dal becco lungo occidentale (Zaglossus bruijni)

## Sottoclasse Theria - Terii

### Infraclasse Metatheria o Marsupialia - Metaterii o Marsupiali
Superordine Ameridelphia 
 Ordine Didelphimorphia - Didelfimorfi 
- Famiglia Didelphidae - Didelfidi (16 generi, 87 specie)

 Ordine Paucituberculata - Paucitubercolati 
- Superfamiglia Caenolestoidea - Cenolestoidi
  - Famiglia Caenolestidae - Cenolestidi (3 generi, 6 specie)

 Superordine Australidelphia 
 Ordine Microbiotheria - Microbioteri 
- Famiglia Microbiotheriidae - Microbioteridi (1 genere, 1 specie)

 Ordine Dasyuromorphia - Dasiuromorfi 
- Famiglia Myrmecobiidae - Mirmecobiidi (1 genere, 1 specie)
- Famiglia Dasyuridae - Dasiuridi (21 generi, 69 specie)

 Ordine Peramelemorphia - Peramelemorfi 
- Famiglia Peramelidae - Peramelidi (6 generi, 19 specie)
- Famiglia Thylacomyidae - Tilacomiidi (1 genere, 1 specie)

 Ordine Notoryctemorphia - Notorittemorfi 
- Famiglia Notoryctidae - Notorittidi (1 genere, 2 specie)

 Ordine Diprotodontia - Diprotodonti 
- Sottordine Vombatiformes - Vombatiformi 
  - Famiglia Phascolarctidae - Fascolartidi (1 genere, 1 specie)
  - Famiglia Vombatidae - Vombatidi (2 generi, 3 specie)
- Sottordine Macropodiformes - Macropodiformi
  - Famiglia Hypsiprymnodontidae - Ipsiprimnodontidi (1 genere, 1 specie)
  - Famiglia Macropodidae - Macropodidi (11 generi, 65 specie)
  - Famiglia Potoroidae - Potoroidi (4 generi, 10 specie)
- Sottordine Phalangeriformes - Falangeriformi 
  - Superfamiglia Phalangeroidea - Falangeroidi
    - Famiglia Phalangeridae - Falangeridi (6 generi, 27 specie)
    - Famiglia Burramyidae - Burramiidi (2 generi, 5 specie)

  - Superfamiglia Petauroidea - Petauroidi
    - Famiglia Tarsipedidae - Tarsipedidi (1 genere, 1 specie)
    - Famiglia Petauridae - Petauridi (3 generi, 11 specie)
    - Famiglia Pseudocheiridae - Pseudocheiridi (6 generi, 17 specie)
    - Famiglia Acrobatidae - Acrobatidi (2 generi, 2 specie)

### Infraclasse Eutheria - Euterii

#### Superordine Afrotheria
Ordine Afrosoricida * - Afrosoricidi 
- Sottordine Tenrecomorpha - Tenrencomorfi
  - Famiglia Tenrecidae - Tenrencidi (10 generi, 30 specie)
- Sottordine Chrysochloridea - Crisocloridei
  - Famiglia Chrysochloridae - Crisocloridi (9 generi, 21 specie)

* Taxon tradizionalmente incluso nell'ordine Insectivora.
 Ordine Hyracoidea - Iracoidei 
- Famiglia Procaviidae - Procaviidi (3 generi, 4 specie)

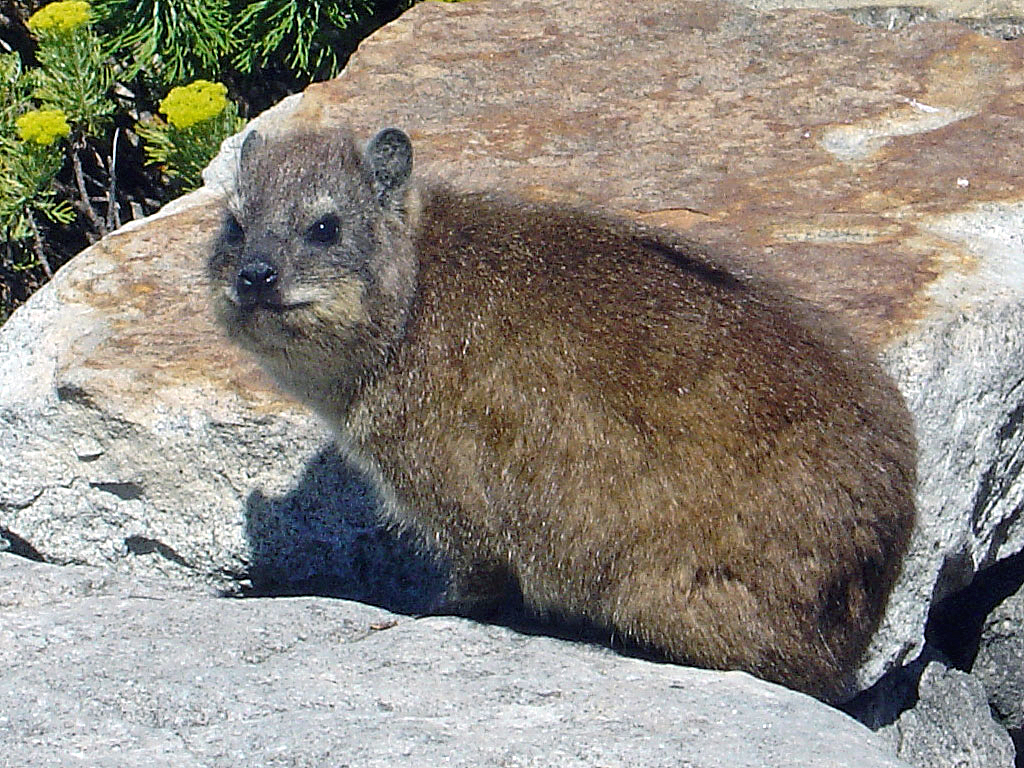
Procavia delle rocce Procavia capensis
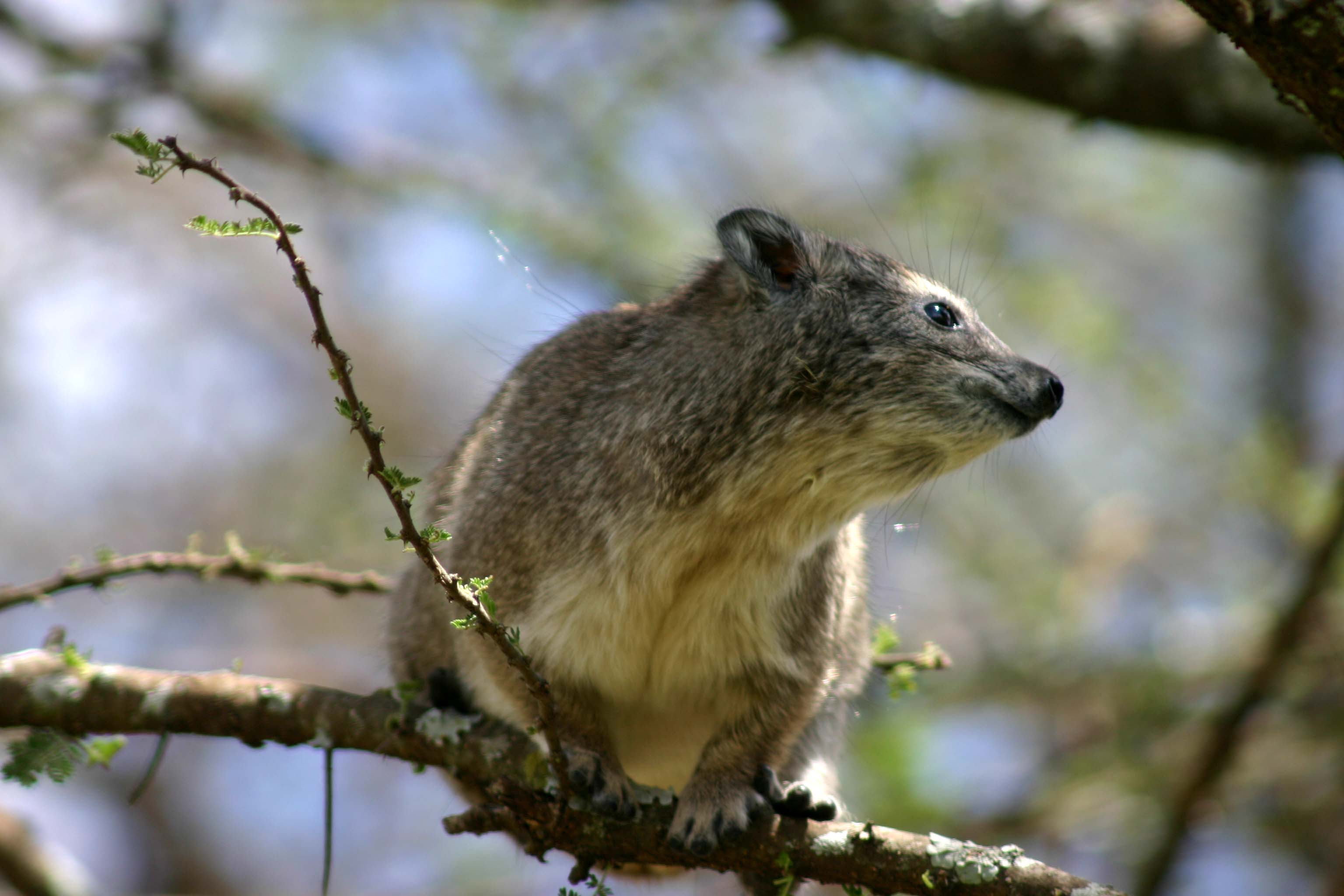
Procavia arboricola Dendrohyrax arboreus
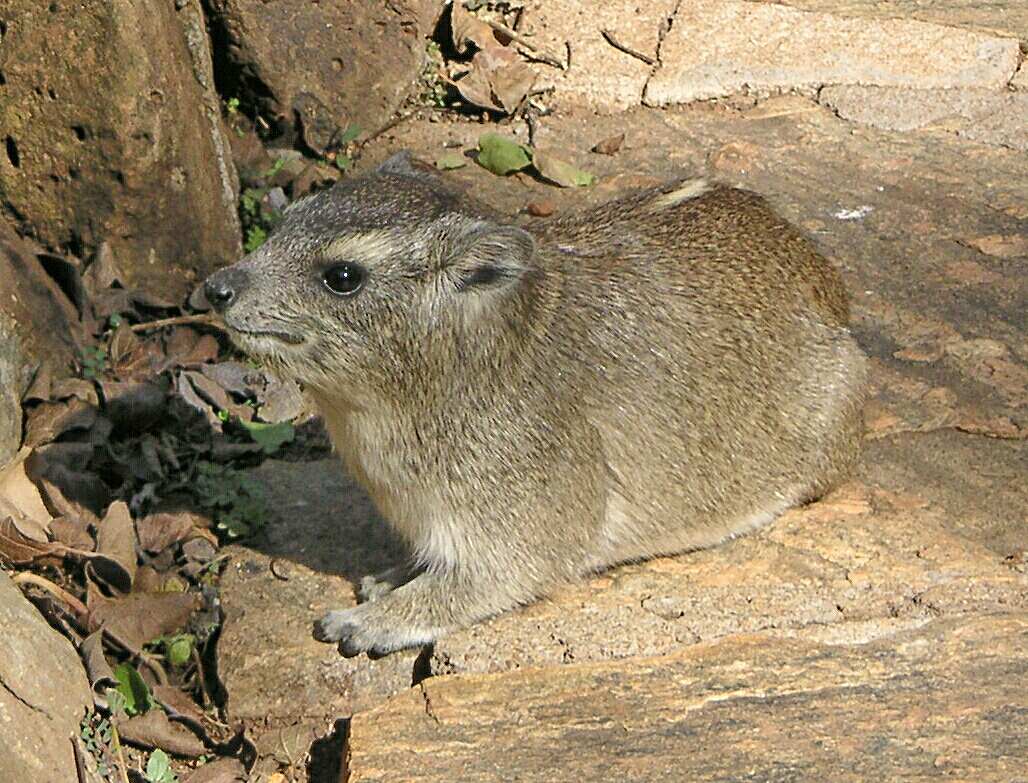
Procavia delle steppe Heterohyrax brucei

 Ordine Tubulidentata - Tubulidentati 
- Famiglia Orycteropodidae - Oritteropodidi (1 genere, 1 specie)

- Oritteropo
(Orycteropus afer)

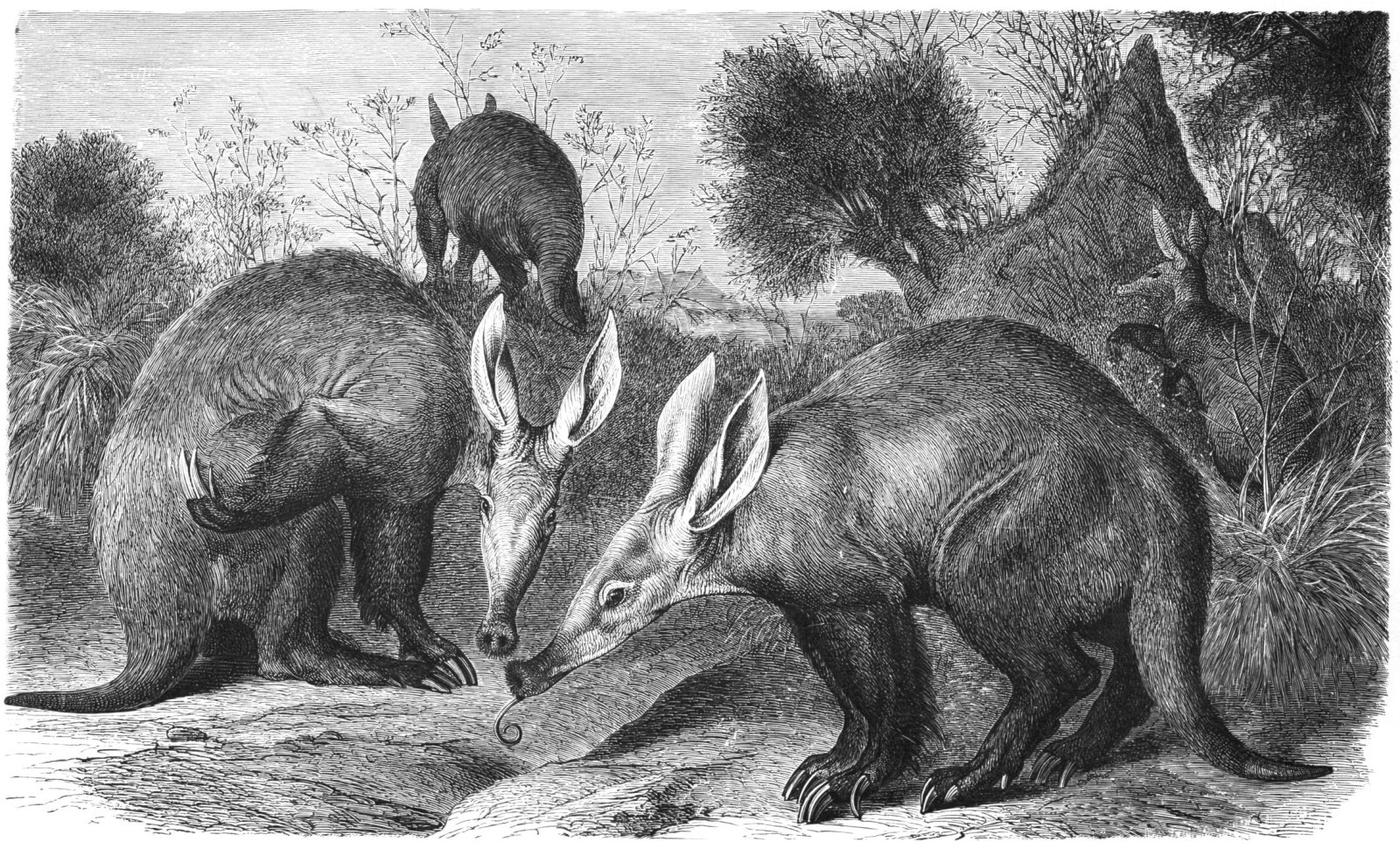
Oritteropo (Orycteropus afer)

 Ordine Macroscelidea - Macroscelidi 
- Famiglia Macroscelididae - Macroscelididi (4 generi, 15 specie)

 Ordine Proboscidea - Proboscidati 
- Famiglia Elephantidae - Elefantidi (2 generi, 3 specie)

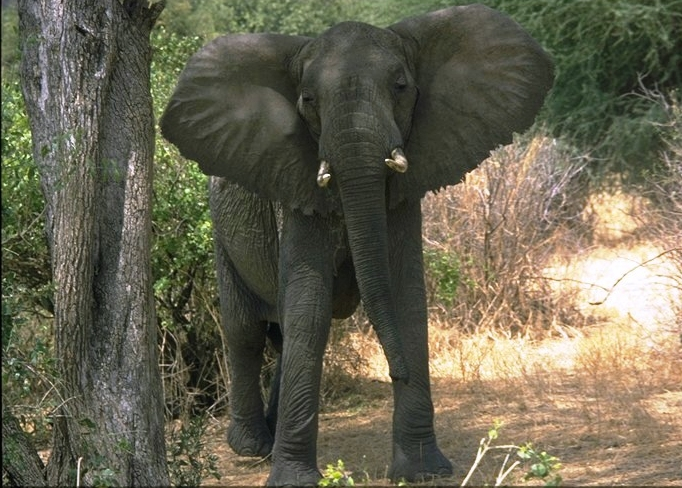
Elefante africano (Loxodonta africana)
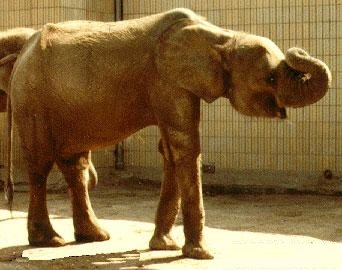
Elefante africano delle foreste (Loxodonta cyclotis)
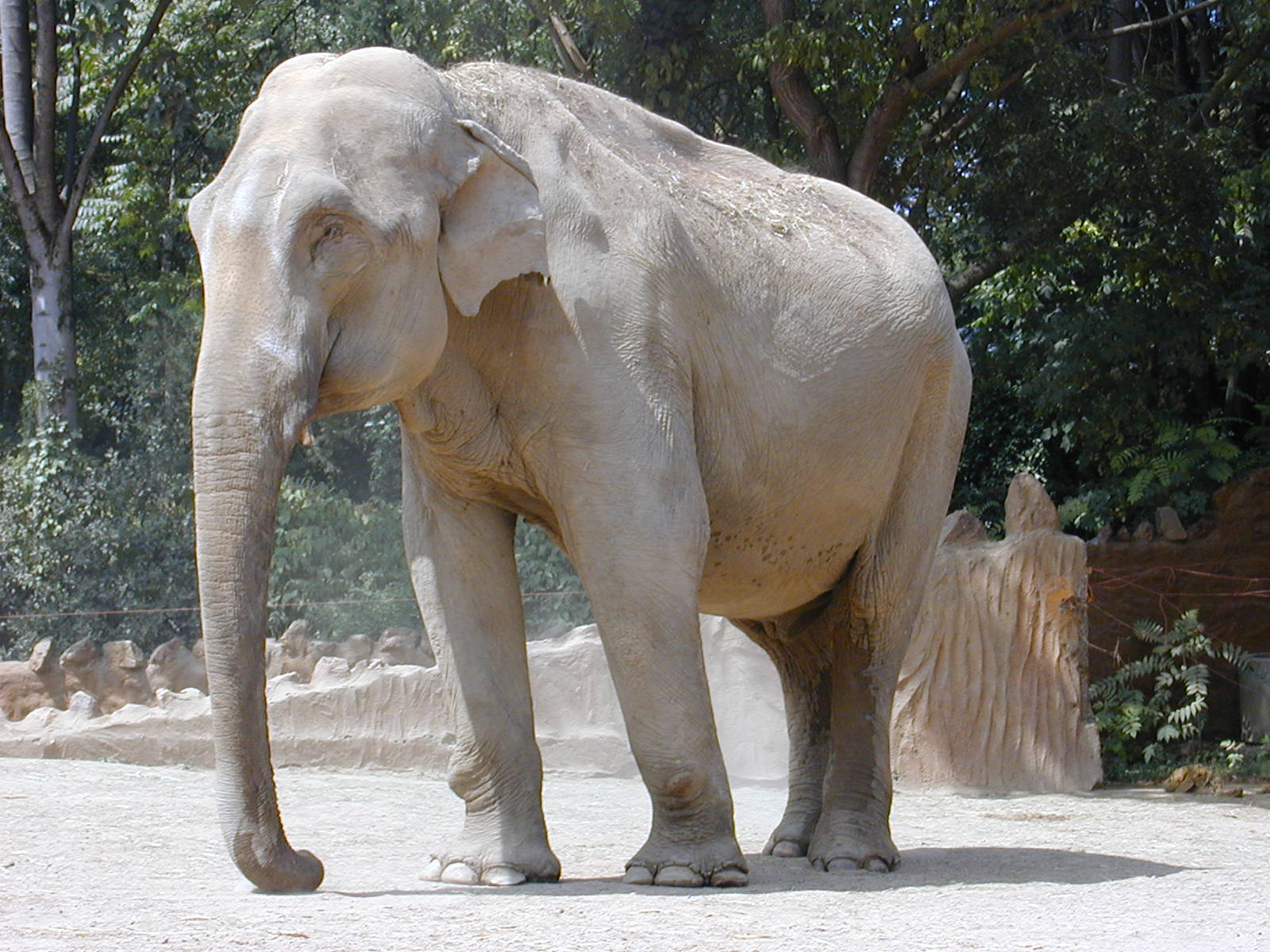
Elefante asiatico (Elephas maximus)

 Ordine Sirenia - Sirenidi 
- Famiglia Dugongidae - Dugongidi (1 genere, 1 specie)
- Famiglia Trichechidae - Trichechidi (1 genere, 3 specie)

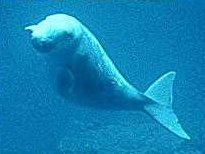
Dugong dugon
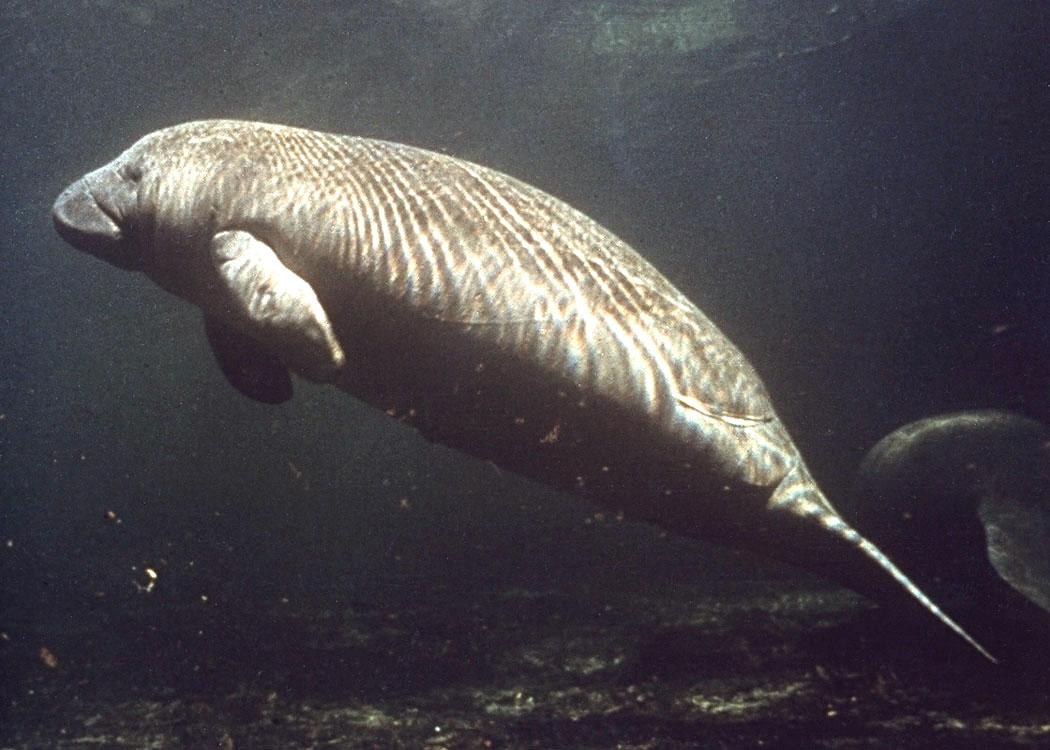
Trichechus manatus
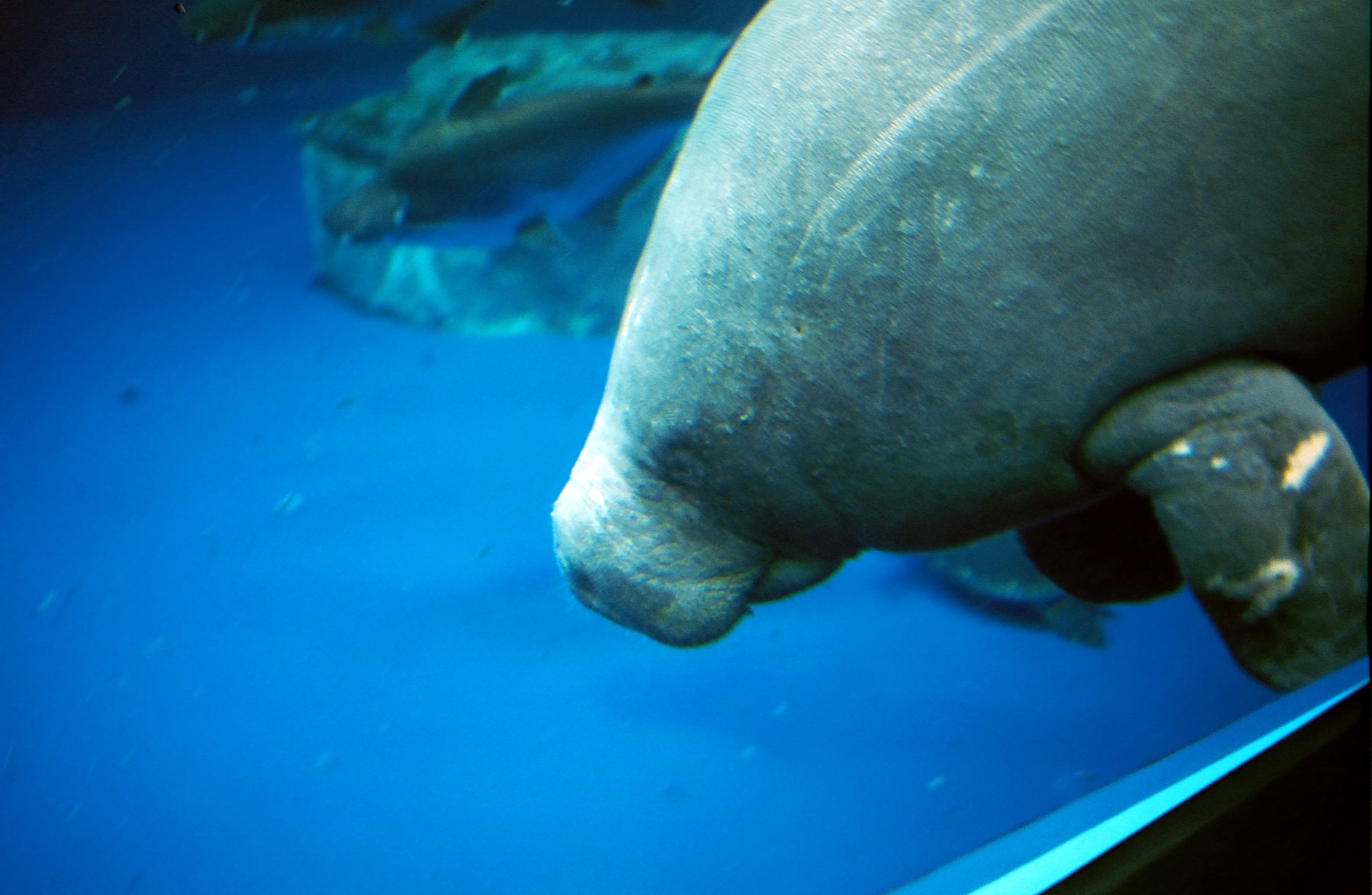
Trichechus senegalensis
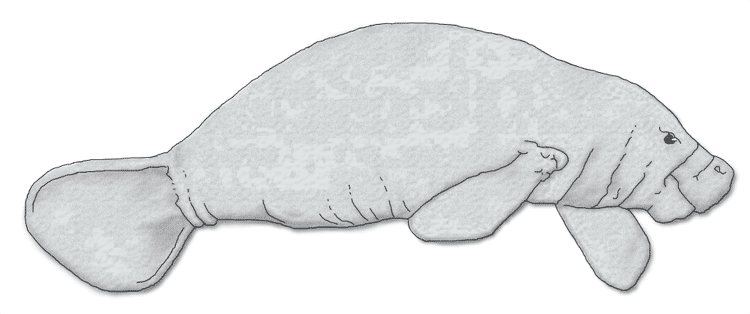
Trichechus inunguis

#### Superordine Euarchontoglires - Euarcontogliri
Ordine Rodentia - Roditori 
- Sottordine Sciuromorpha - Sciuromorfi

- Famiglia Aplodontiidae - Aplodontiidi (1 genere, 1 specie)
- Famiglia Sciuridae - Sciuridi (51 generi, 278 specie)
- Famiglia Gliridae - Gliridi (9 generi, 28 specie)

- Sottordine Castorimorpha - Castorimorfi

- Superfamiglia Castoroidea - Castoroidei

- Famiglia Castoridae - Castoridi (1 genere, 2 specie)

- Superfamiglia Geomyoidea - Geomioidei

- Famiglia Geomyidae - Geomiidi (6 generi, 40 specie)
- Famiglia Heteromyidae - Eteromiidi (6 generi, 60 specie)

- Sottordine Myomorpha - Miomorfi

- Superfamiglia Dipodoidea - Dipodoidei

- Famiglia Dipodidae - Dipodidi (16 generi, 51 specie)

- Superfamiglia Muroidea - Muroidei

- Famiglia Nesomyidae - Nesomiidi (21 generi, 61 specie)
- Famiglia Cricetidae - Cricetidi (112 generi, 580 specie)
- Famiglia Muridae - Muridi (140 generi, 650 specie)
- Famiglia Platacanthomyidae - Platacantomiidi (2 generi, 2 specie)
- Famiglia Spalacidae - Spalacidi (6 generi, 35 specie)
- Famiglia Calomyscidae - Calomiscidi (1 genere, 8 specie)

- Sottordine Anomaluromorpha - Anomaluromorfi

- Famiglia Anomaluridae - Anomaluridi (3 generi, 7 specie)
- Famiglia Pedetidae - Pedetidi (1 genere, 1 specie)

- Sottordine Hystricomorpha - Istricomorfi
  - Infraordine Ctenodactylomorphi - Ctenodattilomorfi 
    - Superfamiglia Ctenodactyloidea - Ctenodattiloidei 
      - Famiglia Ctenodactylidae - Ctenodattilidi (4 generi, 5 specie)
      - Famiglia Diatomyidae - Diatomiidi (1 genere, 1 specie)

  - Infraordine Hystricognathi - Istricognati

- Famiglia Hystricidae - Istricidi (3 generi, 11 specie)

- Parvordine Phiomorpha - Fiomorfi

- Famiglia Bathyergidae - Batiergidi (5 generi, 16 specie)
- Famiglia Petromuridae - Petromuridi (1 genere, 1 specie)
- Famiglia Thryonomyidae - Trionomiidi (1 genere, 2 specie)

- Parvordine Caviomorpha - Caviomorfi

- Superfamiglia Erethizontoidea - Eretizontoidei

- Famiglia Erethizontidae - Eretizontidi (5 generi, 16 specie)

- Superfamiglia Cavioidea - Cavioidei

- Famiglia Caviidae - Caviidi (6 generi, 18 specie)
- Famiglia Dinomyidae - Dinomiidi (1 genere, 1 specie)
- Famiglia Dasyproctidae - Dasiprottidi (2 generi, 13 specie)
- Famiglia Cuniculidae - Cuniculidi (1 genere, 2 specie)

- Superfamiglia Octodontoidea - Ottodontoidei

- Famiglia Octodontidae - Ottodontidi (8 generi, 13 specie)
- Famiglia Echimyidae - Echimiidi (21 generi, 93 specie)
- Famiglia Capromyidae - Capromiidi (7 generi, 19 specie)
- Famiglia Ctenomyidae - Ctenomiidi (1 genere, 60 specie)
- Famiglia Myocastoridae - Miocastoridi (1 genere, 1 specie)

- Superfamiglia Chinchilloidea - Cincilloidei

- Famiglia Chinchillidae - Cincillidi (3 generi, 6 specie)
- Famiglia Abrocomidae - Abrocomidi (2 generi, 9 specie)

 Ordine Lagomorpha - Lagomorfi 
- Famiglia Leporidae - Leporidi (11 generi, 58 specie)
- Famiglia Ochotonidae - Ocotonidi (1 genere, 30 specie)

 Ordine Scandentia - Scandenti 
- Famiglia Tupaiidae - Tupaiidi (4 generi, 19 specie)
- Famiglia Ptilocercidae - Ptilocercidi (1 genere, 1 specie)

 Ordine Dermoptera - Dermotteri 
- Famiglia Cynocephalidae - Cinocefalidi (2 generi, 2 specie)

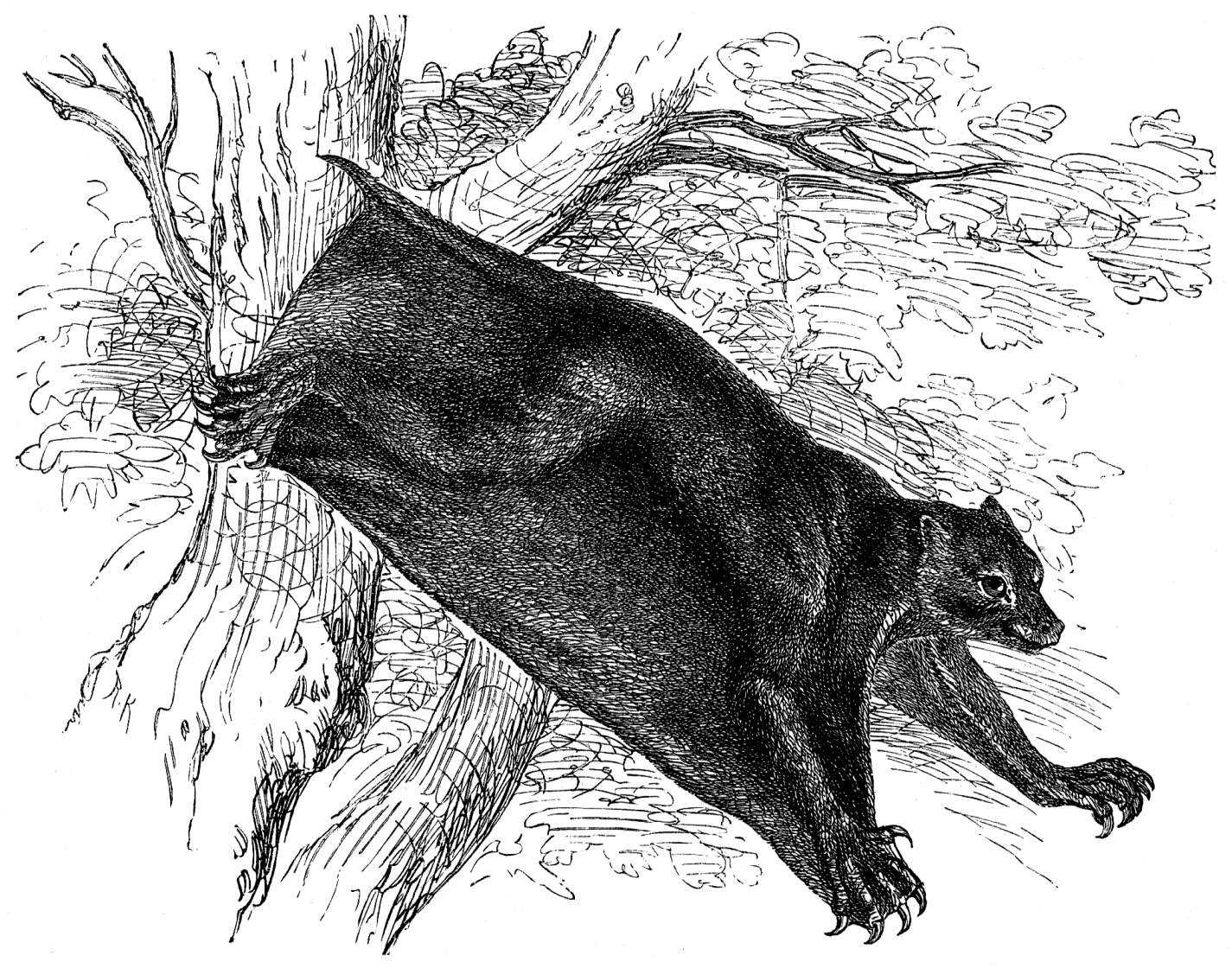
Cynocephalus volans
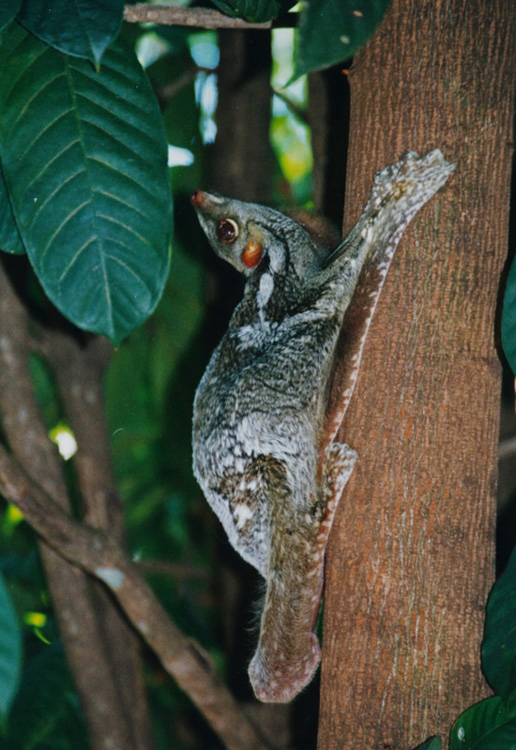
Galeopterus variegatus

 Ordine Primates - Primati 

- Sottordine Strepsirrhini
  - Infraordine Lemuriformes - Lemuriformi
    - Superfamiglia Cheirogaleoidea - Cheirogaleoidi
      - Famiglia Cheirogaleidae - Cheirogaleidi (30 specie)

    - Superfamiglia Lemuroidea - Lemuroidi
      - Famiglia Lemuridae - Lemuridi (19 specie)
      - Famiglia Lepilemuridae - Lepilemuridi (22 specie)
      - Famiglia Indriidae - Indriidi (14 specie)

  - Infraordine Chiromyiformes - Chiromiformi
    - Famiglia Daubentoniidae - Daubentoniidi (1 specie)

  - Infraordine Lorisiformes - Lorisiformi
    - Superfamiglia Lorisoidea - Lorisoidi
      - Famiglia Lorisidae - Lorisidi (9 specie)
      - Famiglia Galagidae - Galagidi (19 specie)
- Sottordine Haplorrhini
  - Infraordine Tarsiiformes - Tarsiformi
    - Superfamiglia Tarsioidea - Tarsoidi 
      - Famiglia Tarsiidae - Tarsidi (8 specie)

  - Infraordine Simiiformes - simiiformi
    - Parvordine Platyrrhini o "scimmie del Nuovo Mondo"
      - Superfamiglia Ceboidea - Ceboidi 
        - Famiglia Cebidae - Cebidi (56 specie)
        - Famiglia Aotidae - Aotidi (7 specie)
        - Famiglia Pitheciidae - Piteciidi (41 specie)
        - Famiglia Atelidae - Atelidi (24 specie)

    - Parvordine Catarrhini o "scimmie del Vecchio Mondo"
      - Superfamiglia Cercopithecoidea - Cercopitecoidi 
        - Famiglia Cercopithecidae - Cercopitecidi (135 specie)

      - Superfamiglia Hominoidea - Ominoidi
        - Famiglia Hylobatidae - Ilobatidi (13 specie)
        - Famiglia Hominidae - Ominidi (7 specie)

#### Superordine Laurasiatheria
Ordine Erinaceomorpha * - Erinaceomorfi 
- Famiglia Erinaceidae - Erinaceidi (10 generi, 24 specie)

 Ordine Soricomorpha * - Soricomorfi 
- Famiglia Solenodontidae - Solenodontidi (1 genere, 2 specie viventi e 2 estinte)
- Famiglia Soricidae - Soricidi (26 generi, 414 specie)
- Famiglia Talpidae - Talpidi (17 generi, 41 specie)

* Insieme ad Afrosoricida, questi taxa sono tradizionalmente inclusi nell'ordine Insectivora.
 Ordine Artiodactyla - Artiodattili 
- Sottordine Suiformes - Suiformi
  - Famiglia Suidae - Suidi (5 generi, 19 specie)
  - Famiglia Hippopotamidae - Ippopotamidi (2 generi, 2 specie)
  - Famiglia Tayassuidae - Taiassuidi (2 generi, 3 specie)
- Sottordine Tylopoda - Tilopodi
  - Famiglia Camelidae - Camelidi (3 generi, 6 specie)
- Sottordine Ruminantia - Ruminanti
  - Famiglia Antilocapridae - Antilocapridi (1 genere, 1 specie)
  - Famiglia Tragulidae - Tragulidi (3 generi, 4 specie)
  - Famiglia Moschidae - Moschidi (1 genere, 4 specie)
  - Famiglia Cervidae - Cervidi (19 generi, 51 specie)
  - Famiglia Giraffidae - Giraffidi (2 generi, 5 specie)
  - Famiglia Bovidae - Bovidi (50 generi, 143 specie)

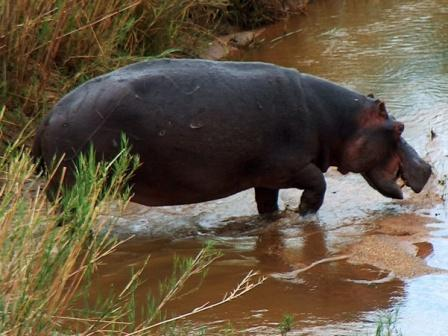
Ippopotamo anfibio (Hippopotamus amphibius)
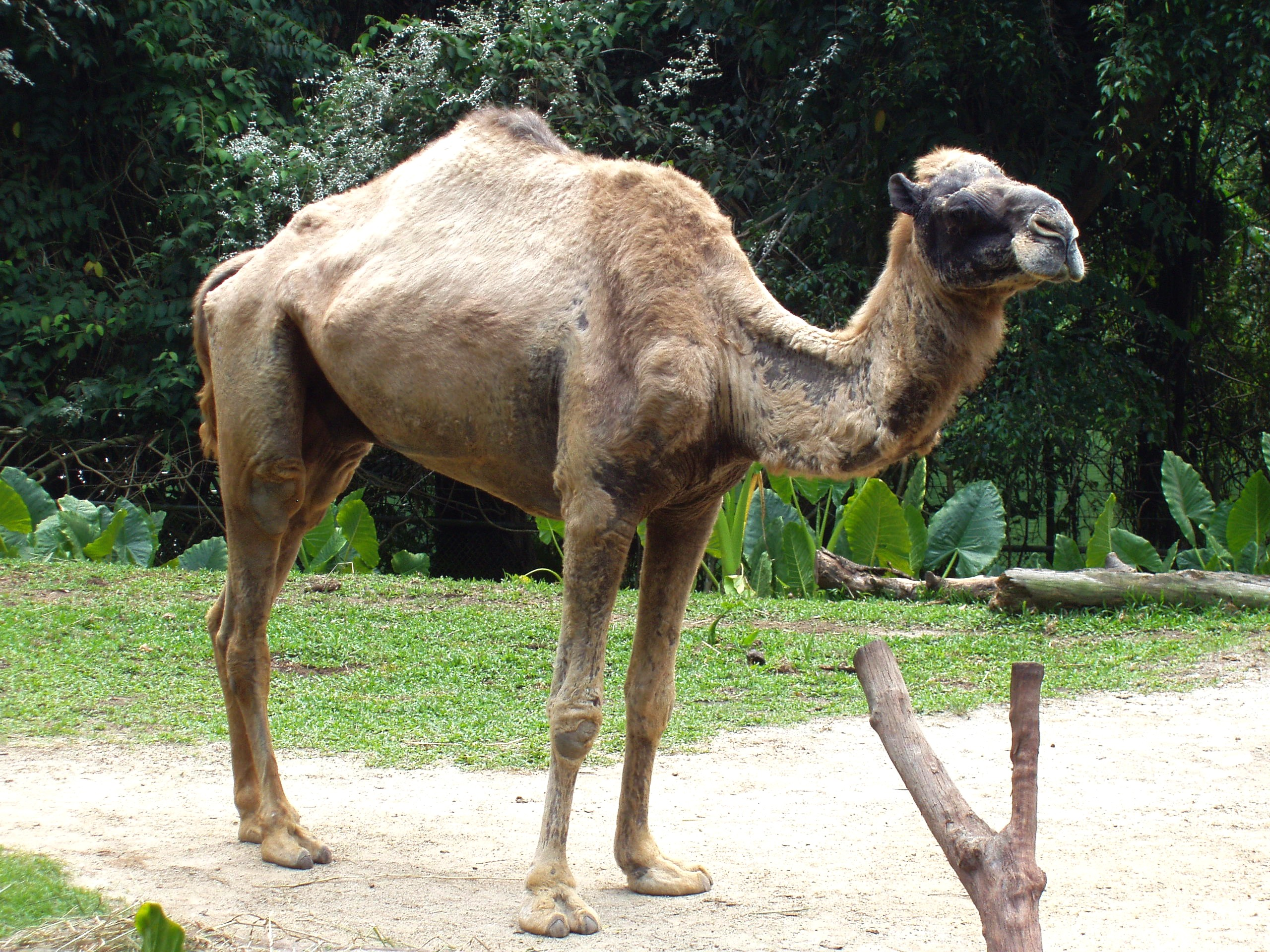
Dromedario (Camelus dromedarius)
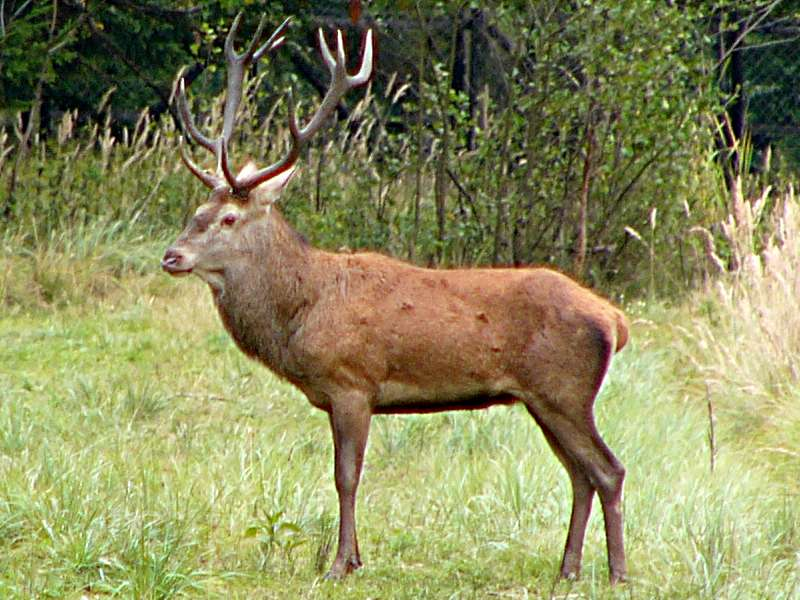
Cervo nobile (Cervus elaphus)
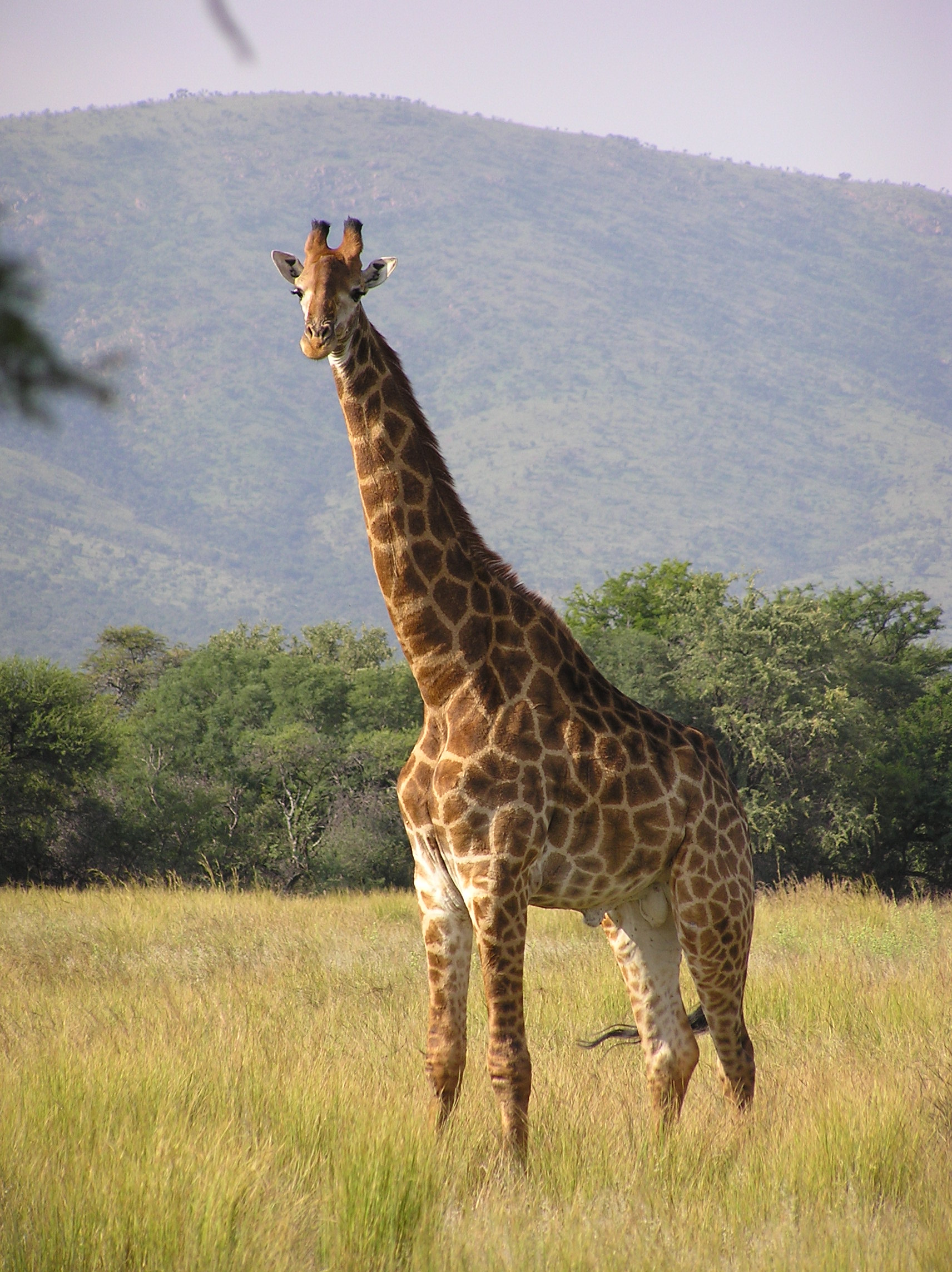
Giraffa meridionale (Giraffa giraffa)

 Ordine Cetacea - Cetacei 

- Sottordine Mysticeti - Misticeti

- Famiglia Balaenidae - Balenidi (2 generi, 4 specie)
- Famiglia Balaenopteridae - Balenotteridi (2 generi, 8 specie)
- Famiglia Eschrichtiidae - Escrittidi (1 genere, 1 specie)
- Famiglia Neobalaenidae - Neobalenidi (1 genere, 1 specie)

- Sottordine Odontoceti
  - Superfamiglia Physeteroidea - Fiseteroidei 
    - Famiglia Kogiidae - Cogiidi (1 genere, 2 specie)
    - Famiglia Physeteridae - Fiseteridi (1 genere, 1 specie)

  - Superfamiglia Platanistoidae - Platanistoidei 
    - Famiglia Iniidae - Iniidi (1 genere, 1 specie)
    - Famiglia Lipotidae - Lipotidi (1 genere, 1 specie)
    - Famiglia Platanistidae - Platanistidi (1 genere, 1 specie)
    - Famiglia Pontoporiidae - Pontoporiidi (1 genere, 1 specie)

  - Superfamiglia Delphinoidea - Delfinoidei
    - Famiglia Monodontidae - Monodontidi (2 generi, 2 specie)
    - Famiglia Phocoenidae - Focenidi (3 generi, 6 specie)
    - Famiglia Delphinidae - Delfinidi (17 generi, 34 specie)

  - Superfamiglia Ziphiioidae - Zifiioidei
    - Famiglia Ziphiidae - Zifiidi (6 generi, 19 specie)

 Ordine Carnivora - Carnivori 
- Sottordine Feliformia - Feliformi

- Famiglia Felidae - Felidi (14 generi, 41 specie)
- Famiglia Viverridae - Viverridi (15 generi, 35 specie)
- Famiglia Nandiniidae - Nandiniidi (1 genere, 1 specie)

- Superfamiglia Herpestoidea - Erpestoidi

- Famiglia Hyaenidae - Ienidi (3 generi, 4 specie)
- Famiglia Eupleridae - Eupleridi (7 generi, 8 specie)
- Famiglia Herpestidae - Erpestidi (14 generi, 33 specie)

- Sottordine Caniformia - Caniformi

- Famiglia Canidae - Canidi (13 generi, 35 specie)
- Famiglia Ursidae - Ursidi (5 generi, 8 specie)

- Superfamiglia Musteloidea - Musteloidi

- Famiglia Procyonidae - Procionidi (6 generi, 14 specie)
- Famiglia Ailuridae - Ailuridi (1 genere, 1 specie)
- Famiglia Mustelidae - Mustelidi (22 generi, 59 specie)
- Famiglia Mephitidae - Mefitidi (4 generi, 13 specie)

- Superfamiglia Pinnipedia - Pinnipedi

- Famiglia Phocidae - Focidi (13 generi, 19 specie)
- Famiglia Odobenidae - Odobenidi (1 genere, 1 specie)
- Famiglia Otariidae - Otariidi (7 generi, 16 specie)

 Ordine Chiroptera - Chirotteri 
- Sottordine Megachiroptera - Megachirotteri 
  - Famiglia Pteropodidae - Pteropodidi (42 generi, 185 specie)
- Sottordine Microchiroptera - Microchirotteri
  - Superfamiglia Emballonuroidea - Emballonuroidi
    - Famiglia Emballonuridae - Emballunoridi (13 generi, 51 specie)

  - Superfamiglia Molossoidea - Molossoidi
    - Famiglia Molossidae - Molossidi (16 generi, 100 specie)

  - Superfamiglia Nataloidea - Nataloidi
    - Famiglia Furipteridae - Furipteridi (2 generi, 2 specie)
    - Famiglia Myzopodidae - Mizopodidi (1 genere, 2 specie)
    - Famiglia Natalidae - Natalidi (3 generi, 8 specie)
    - Famiglia Thyropteridae - Tiropteridi (1 genere, 3 specie)

  - Superfamiglia Noctilionoidea - Nottilionoidi
    - Famiglia Mormoopidae - Moormopidi
    - Famiglia Mystacinidae - Mistacinidi (1 genere, 2 specie)
    - Famiglia Noctilionidae - Nottilionidi (1 genere, 2 specie)
    - Famiglia Phyllostomidae - Fillostomidi

  - Superfamiglia Rhinolophoidea - Rinolofoidi
    - Famiglia Megadermatidae - Megadermatidi (4 generi, 5 specie)
    - Famiglia Nycteridae - Nitteridi (1 genere, 16 specie)
    - Famiglia Rhinolophidae - Rinolofidi
    - Famiglia hipposideridae - Ipposideridi

  - Superfamiglia Rhinopomatoidea - Rinopomatoidi
    - Famiglia Craseonycteridae - Craseonitteridi (1 genere, 1 specie)
    - Famiglia Rhinopomatidae - Rinopomatidi (1 genere, 4 specie)

  - Superfamiglia Vespertilionoidea - Vespertilionoidi
    - Famiglia Vespertilionidae - Vespertilionidi
    - Famiglia Miniopteridae - Miniotteridi

 Ordine Perissodactyla - Perissodattili 
- Famiglia Equidae - Equidi (1 genere, 8 specie)
- Famiglia Tapiridae - Tapiridi (1 genere, 4 specie)
- Famiglia Rhinocerotidae - Rinocerotidi (4 generi, 5 specie)

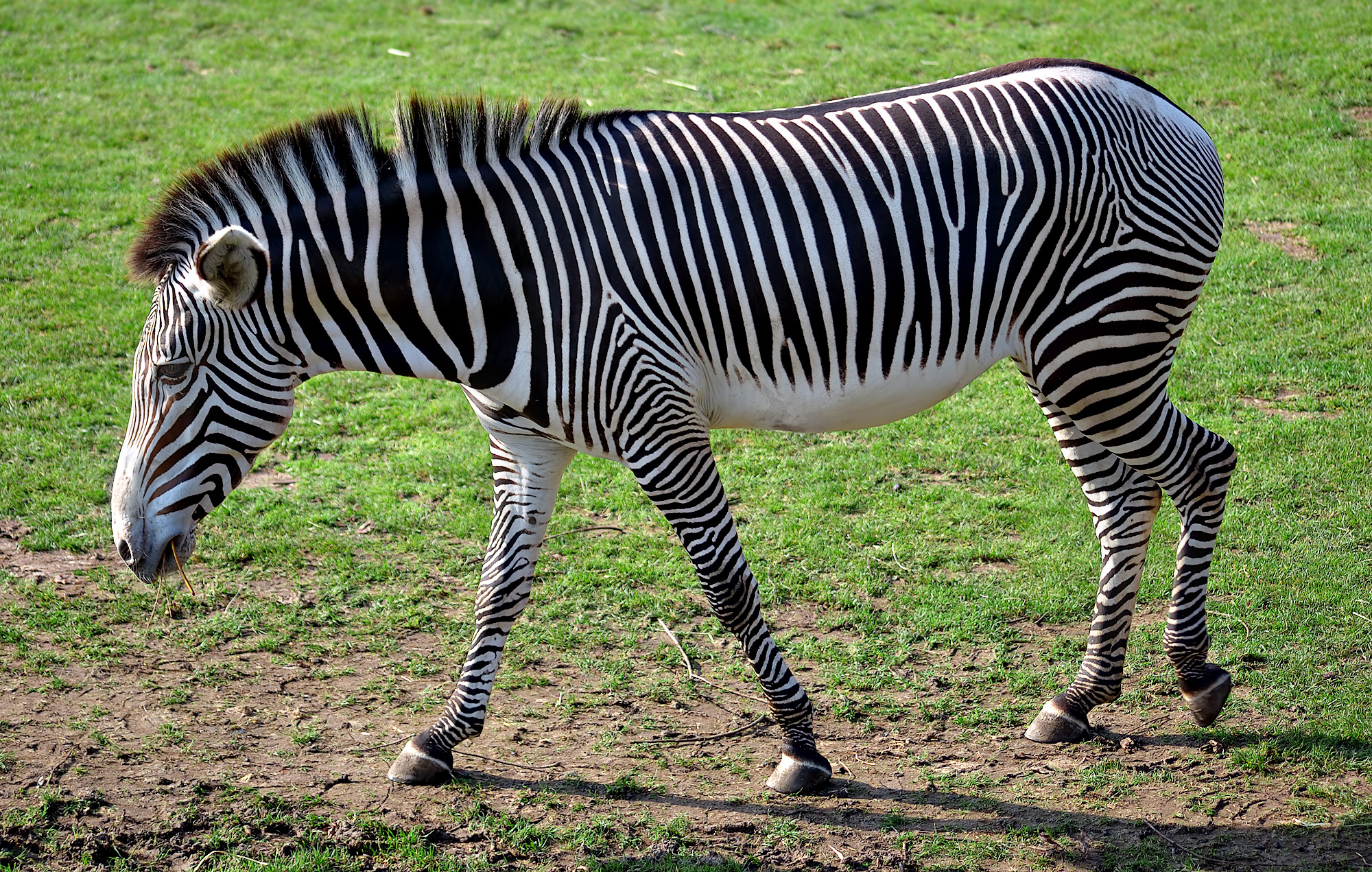
Zebra di Grevy (Equus grevyi)
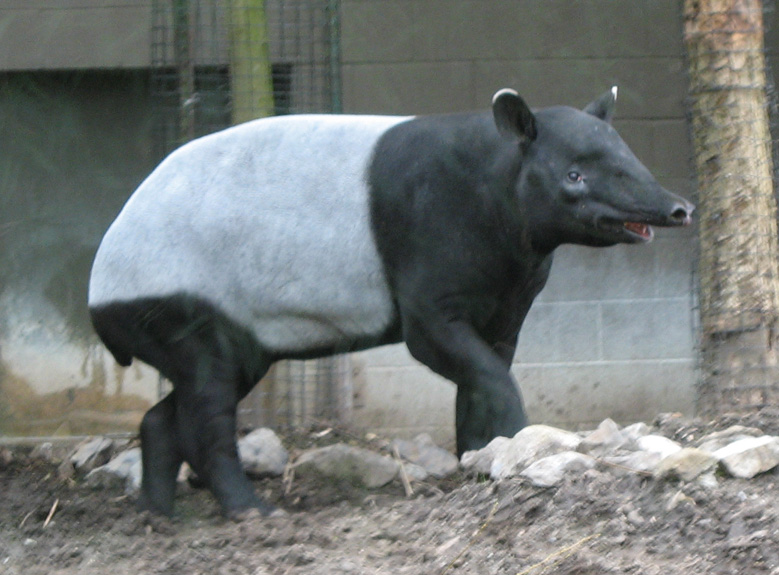
Tapiro dalla gualdrappa (Tapirus indicus)
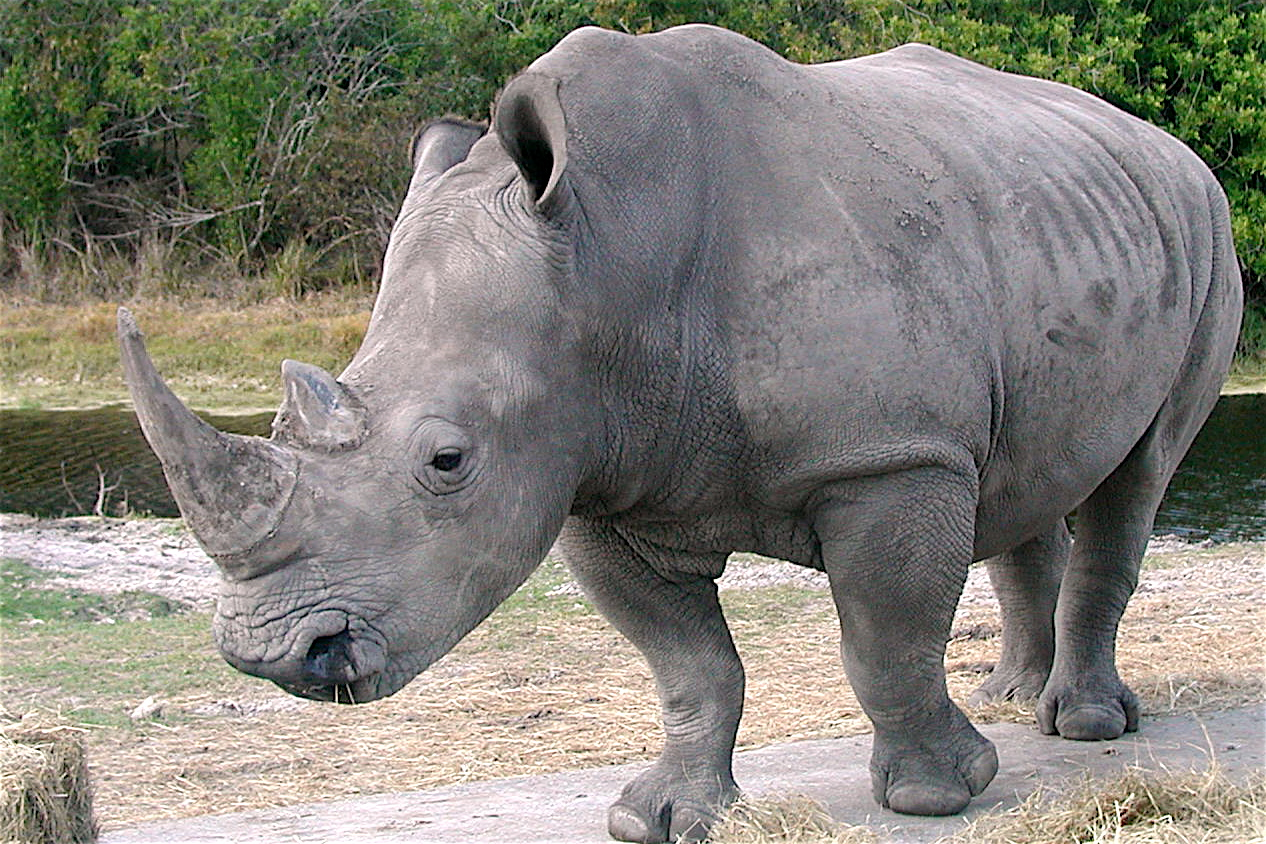
Rinoceronte bianco (Ceratotherium simum)

 Ordine Pholidota - Folidoti 
- Famiglia Manidae - Manidi (1 genere, 8 specie)

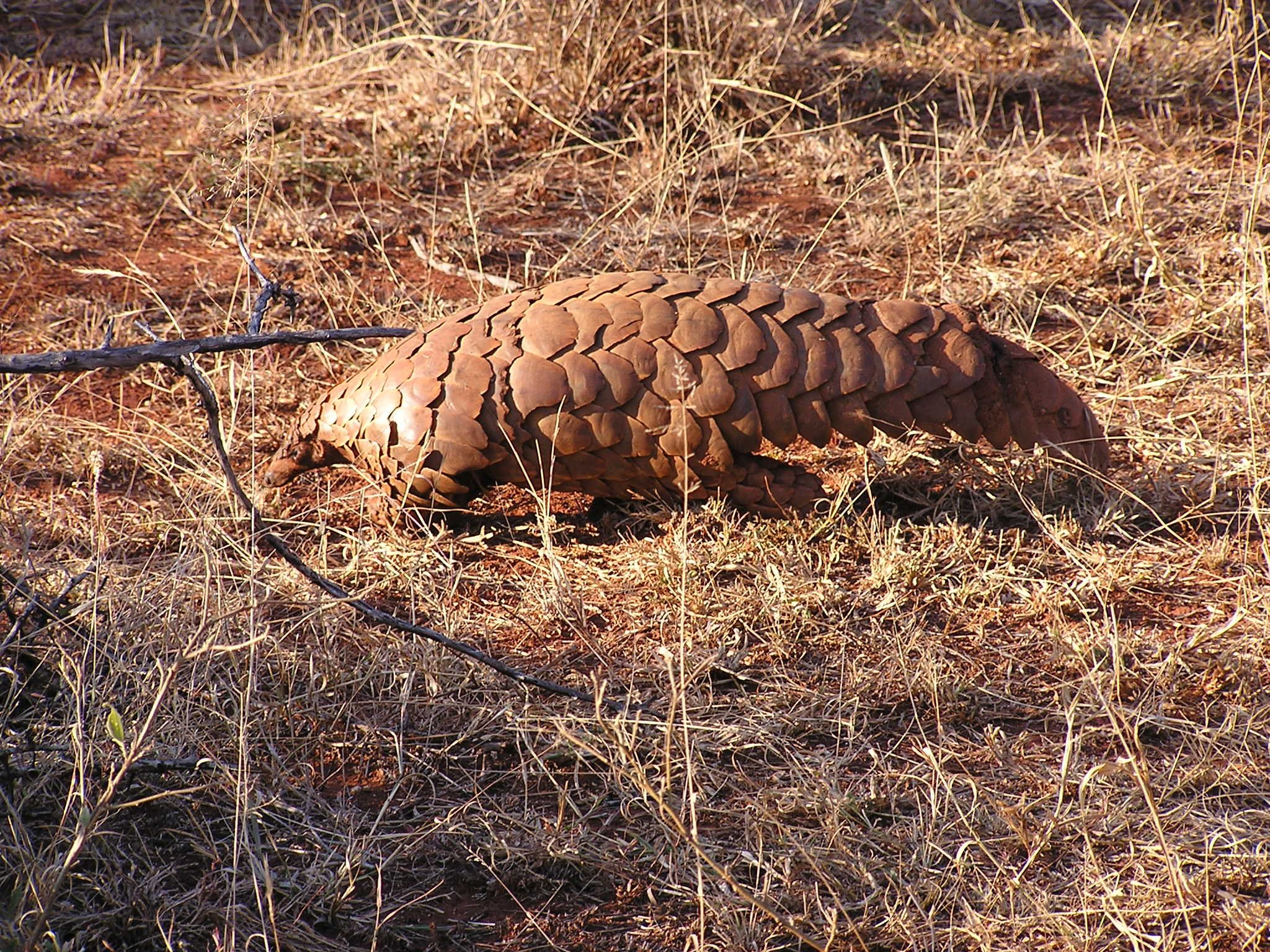
Pangolino di Temminck Manis temminckii
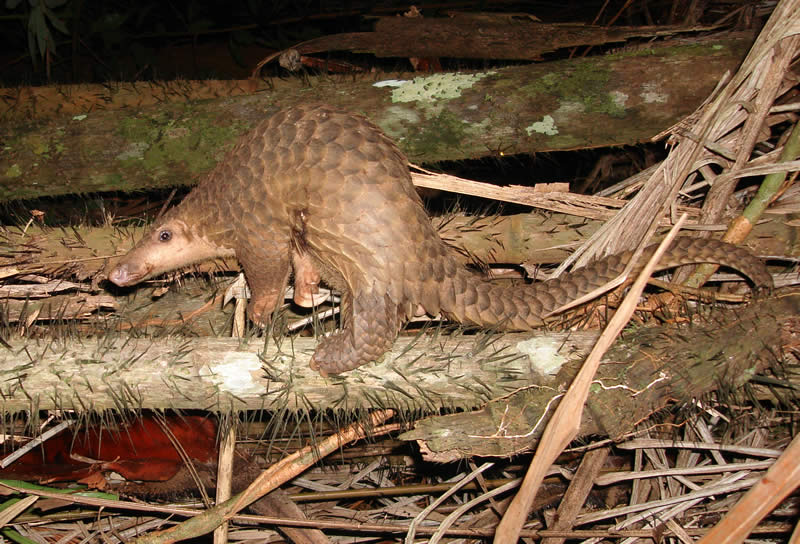
Pangolino di Giava Manis javanica
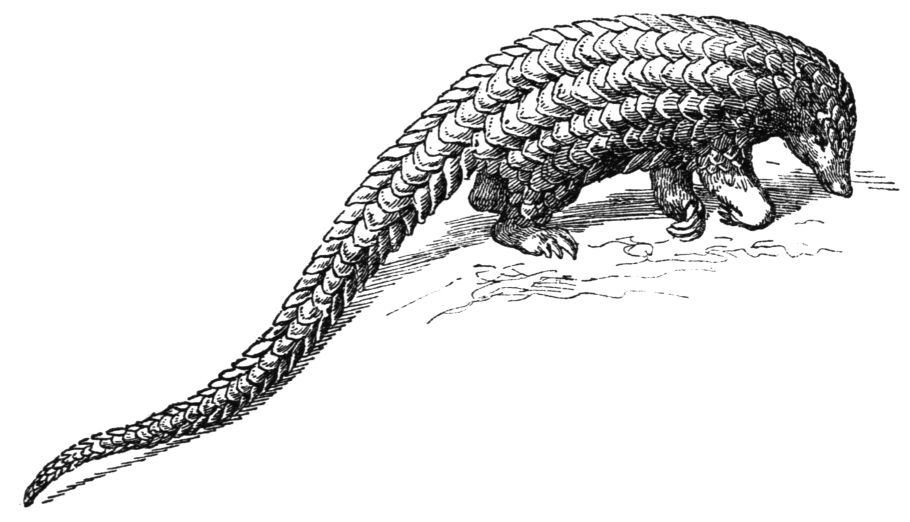
Pangolino dalla coda lunga Manis tetradactyla

#### Superordine Xenarthra - Xenartri
Ordine Cingulata - Cingolati 
- Famiglia Dasypodidae - Dasipodidi (9 generi, 21 specie)

 Ordine Pilosa - Pelosi 
- Sottordine Vermilingua - Vermilingui
  - Famiglia Myrmecophagidae - Mirmecofagidi (2 generi, 3 specie)
  - Famiglia Cyclopedidae - Ciclopedidi (1 genere, 1 specie)
- Sottordine Folivora (o Phyllophaga) - Folivori (o Fillofagi)
  - Famiglia Bradypodidae - Bradipodidi (1 genere, 4 specie)
  - Famiglia Megalonychidae - Megalonichidi (1 genere, 2 specie)